# اروینگ تیلور
اروینگ تیلور (انگلیسی: Irving Taylor; ۱۳ اوت ۱۹۱۹ – ۱ دسامبر ۱۹۹۱) بازیکن هاکی روی یخ اهل کانادا بود.